# Ippolito Agosto
Ippolito Agosto (ur. 27 lipca 1838 r. w Albendze, zm. 1893 r.) – włoski duchowny katolicki, biskup ordynariusz nikopolski od 1883 roku.

## Życiorys
Urodził się w 1838 roku w Albendze. Po ukończeniu szkoły średniej rozpoczął studia teologiczne wstępując do zakonu pasjonistów. Po ich ukończeniu otrzymał święcenia kapłańskie. 27 kwietnia 1883 roku został mianowany przez papieża Leona XIII biskupem ordynariuszem diecezji nikopolskiej w Bułgarii. Funkcję tę sprawował do swojej śmierci w 1893 roku.